# والتر کیدا
والتر کیدا (انگلیسی: Walter Kidde; ۷ مارس ۱۸۷۷ – ۹ فوریهٔ ۱۹۴۳) دانشمند و کارآفرین اهل ایالات متحده آمریکا بود، که در سال ۱۹۱۷ شرکت کیدا را تأسیس کرد.